# Nepeta pseudokokanica
Nepeta pseudokokanica là một loài thực vật có hoa trong họ Hoa môi. Loài này được Pojark. mô tả khoa học đầu tiên năm 1953.